# Фергюсон, Стивен
Сти́вен Шон Фе́ргюсон (англ. Steven Sean Ferguson; 8 мая 1980, Окленд) — новозеландский пловец и гребец-байдарочник, выступал за сборную Новой Зеландии в различных дисциплинах в конце 1990-х — начале 2010-х годов. Участник четырёх летних Олимпийских игр.

## Биография
Стивен Фергюсон родился 8 мая 1980 года в Окленде. В детстве занимался водными видами спорта, проходил подготовку под руководством собственного отца Иэна Фергюсона, четырёхкратного олимпийского чемпиона по гребле на байдарках и каноэ. Тем не менее, в отличие от отца, начал спортивную карьеру не в гребле, а в плавании.
Первого серьёзного успеха на взрослом международном уровне добился в 1998 году, когда попал в основной состав новозеландской национальной сборной по плаванию и побывал на чемпионате мира в австралийском Перте и на Играх Содружества в Куала-Лумпуре, где, однако, попасть в число призёров не смог. Благодаря череде удачных выступлений удостоился права защищать честь страны на летних Олимпийских играх 2000 года в Сиднее — участвовал здесь в заплывах на 100 и 200 метров брассом, в первом случае занял двадцать седьмое место, во втором тридцать первое.
Впоследствии Фергюсон решил сконцентрироваться на гребле на байдарках, так, в 2004 году в этом виде спорта он соревновался на Олимпийских играх в Афинах, в одиночках на дистанции 500 метров сумел дойти только до стадии полуфиналов, тогда как в двойках на дистанции 1000 метров вместе с напарником Беном Фухи дошёл до финала и показал в решающем заезде восьмой результат.
Будучи одним из лидеров новозеландской гребной сборной, Фергюсон благополучно прошёл квалификацию на Олимпиаду 2008 года Пекине, на сей раз добрался до финала в обеих своих дисциплинах, в одиночках на пятистах метрах занял восьмое место, в двойках на тысяче совместно с Майком Уокером финишировал пятым. Четыре года спустя отправился на Олимпийские игры в Лондоне, где в двухместной байдарке с Дэррилом Фицджеральдом на километровой дистанции пришёл к финишу седьмым.
Помимо плавания и гребли на байдарках, Стивен Фергюсон также неоднократно участвовал в соревнованиях береговых спасателей, состоял в национальной команде Новой Зеландии по этому виду спорта, выигрывал медали различного достоинства на чемпионатах мира 2004 и 2006 годов.